# Black tote
Une black tote est une caisse ou une boîte de couleur noire utilisée par Amazon dans ses centres de distribution (en) en Europe. Un code-barres nommé « tsX » apposé sur les quatre faces de la caisse permet de la suivre à l'aide de lecteurs de codes-barres implantés dans chacun des entrepôts en une multitude de points. Chaque caisse mesure 29,8 centimètres de hauteur pour 59 centimètres de longueur et 39,5 centimètres de largeur. Ces dimensions sont adaptées aux palettes Europe qui peuvent en contenir quatre par niveau, elles sont similaires aux bacs Europe. Une caisse classique pèse deux kilogrammes. Il existe des caisses dont le fond est renforcé, elles sont plus lourdes.
En Amérique du Nord ces mêmes contenants sont jaunes et sont nommés yellow totes.

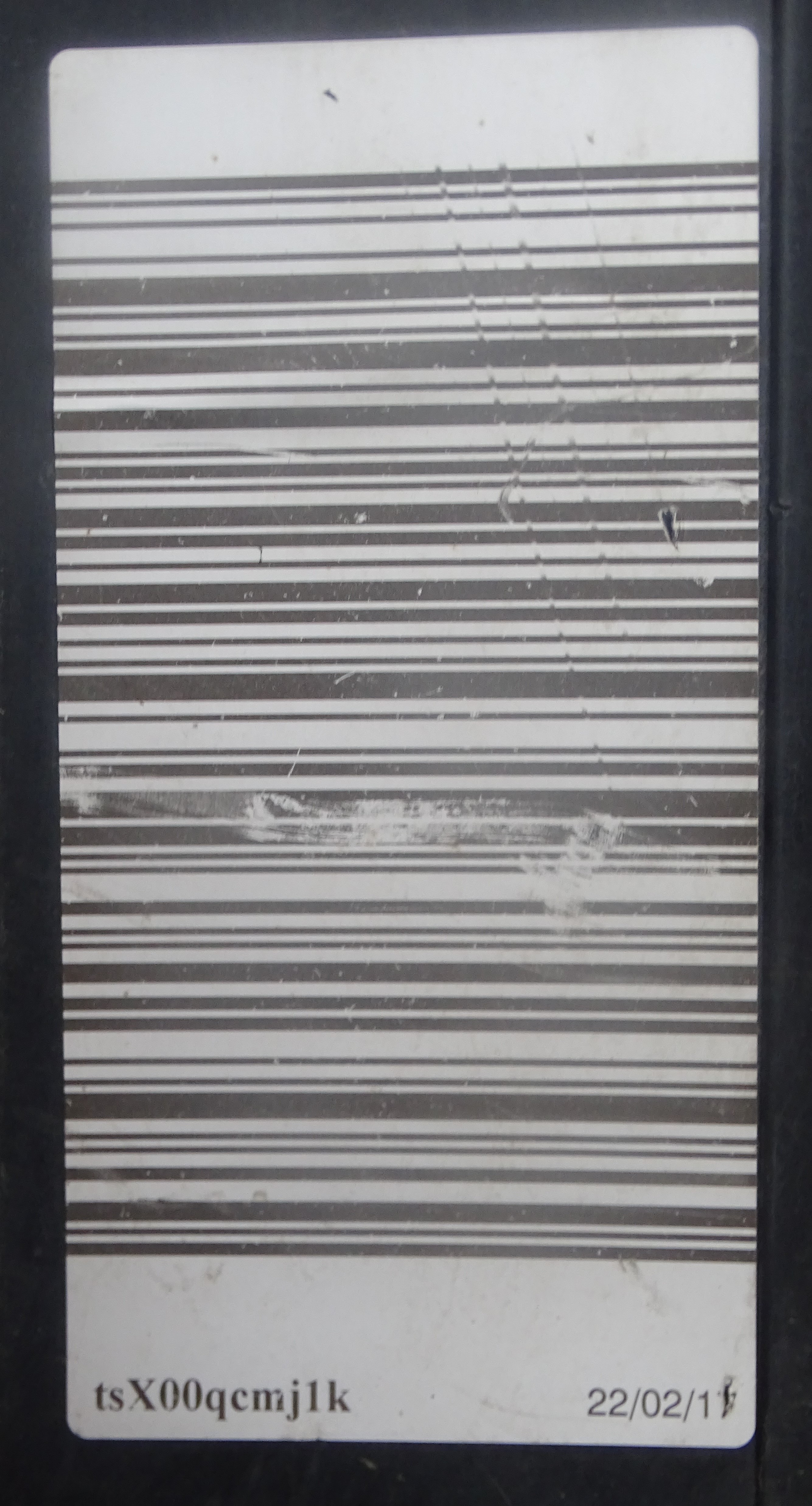
Code-barres de la black tote.
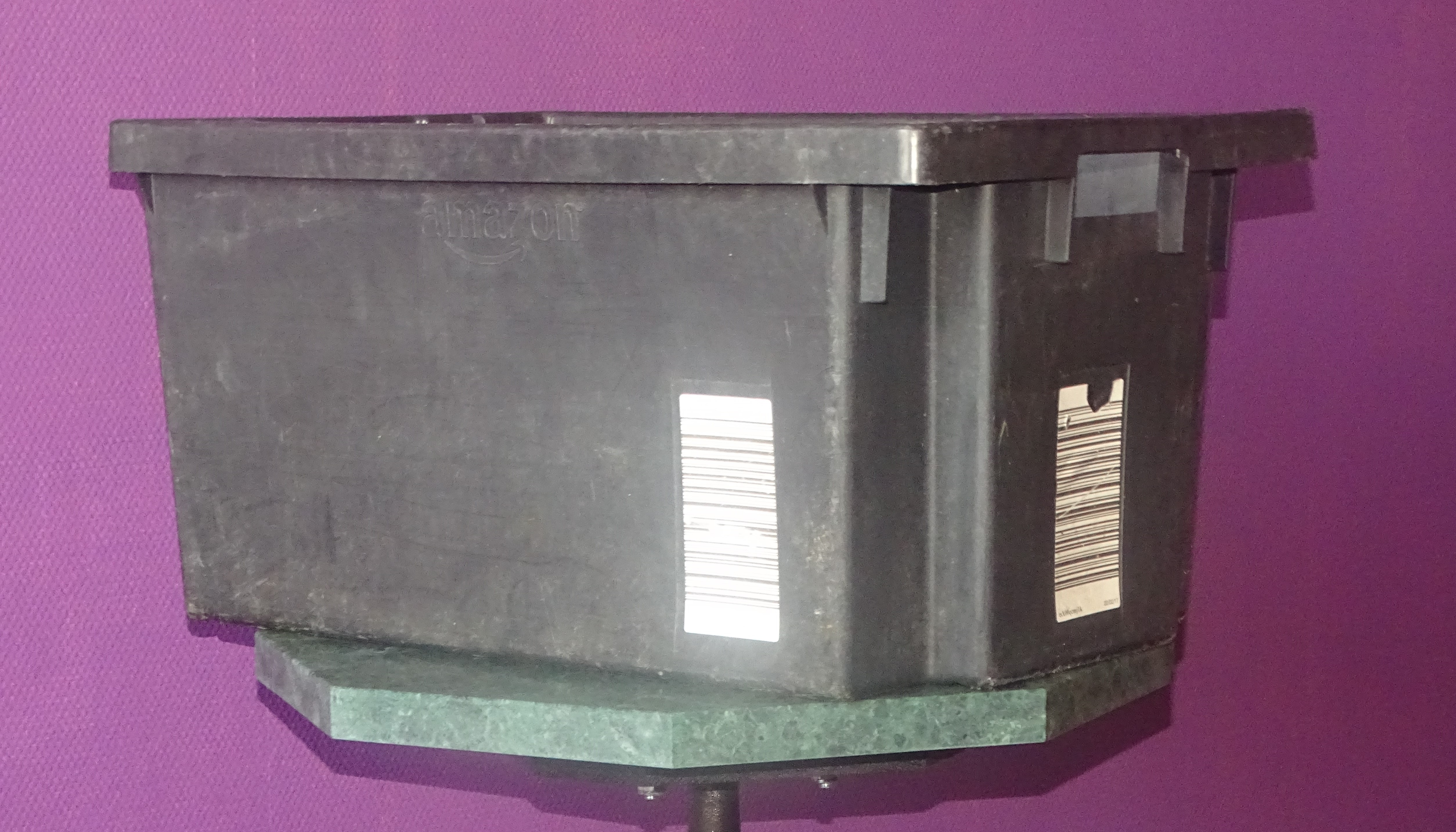
Vue générale de la black tote tsX00qcmj1k mise en service le 22 février 2017.
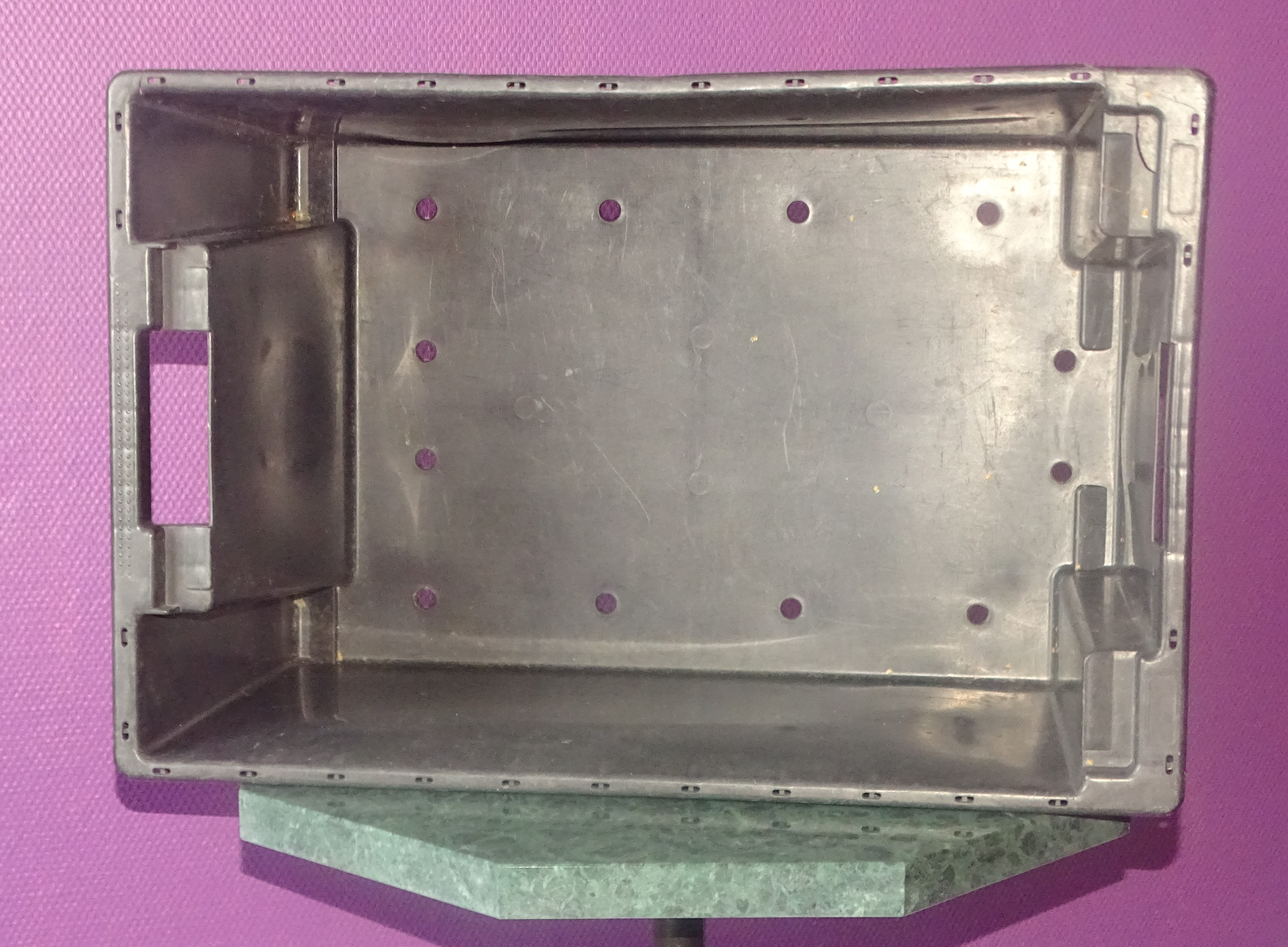
Vue de l'intérieur.
- Des black totes visibles dans l'entrepôt BHX4 à Coventry au Royaume-Uni.